# Blaine Luetkemeyer
Blaine Luetkemeyer [ˈluːtkəmaɪ.ər], född 7 maj 1952 i Jefferson City, Missouri, är en amerikansk republikansk politiker. Han representerade delstaten Missouri i USA:s representanthus mellan 2009 och 2025.
Luetkemeyer studerade vid Lincoln University i Jefferson City. Han avlade 1974 sin kandidatexamen i statsvetenskap. Han var sedan verksam som jordbrukare och inom bank- och försäkringsbranschen.
Kongressledamoten Kenny Hulshof kandiderade utan framgång i guvernörsvalet i Missouri 2008. Luetkemeyer besegrade demokraten Judy Baker i kongressvalet 2008 och efterträdde Hulshof i representanthuset i januari 2009. Han blev omvald sju gånger innan han valde att inte kandidera för omval 2024.
Luetkemeyer är katolik. Han och hustrun Jackie har tre barn.